# Baía do Porto Grande
Baía do Porto Grande – zatoka na północnym wybrzeżu wyspy São Vicente w Republice Zielonego Przylądka, uformowana przez podwodny krater wulkanu o średnicy ok. 4 km. Nad zatoką położone jest główne miasto wyspy – Mindelo.
Zatoka rozciąga się między przylądkiem Ponta João Ribeiro na północnym wschodzie a Morro Branco na zachodzie. Na północnym zachodzie otwiera się na cieśninę Canal de São Vicente oddzielającą wyspy São Vicente i Santo Antão. W północnej części zatoki znajduje się mała kamienista wyspa Ilhéu dos Pássaros.